# Monju-Schule
Die Monju-Schule war eine Schule japanischer Schwertschmiede der Yamato-Tradition und entsprang der Tegai-Schule. Die Schwertschmiedeschule war in der Provinz Kii auf der Halbinsel Kii angesiedelt.

## Geschichte

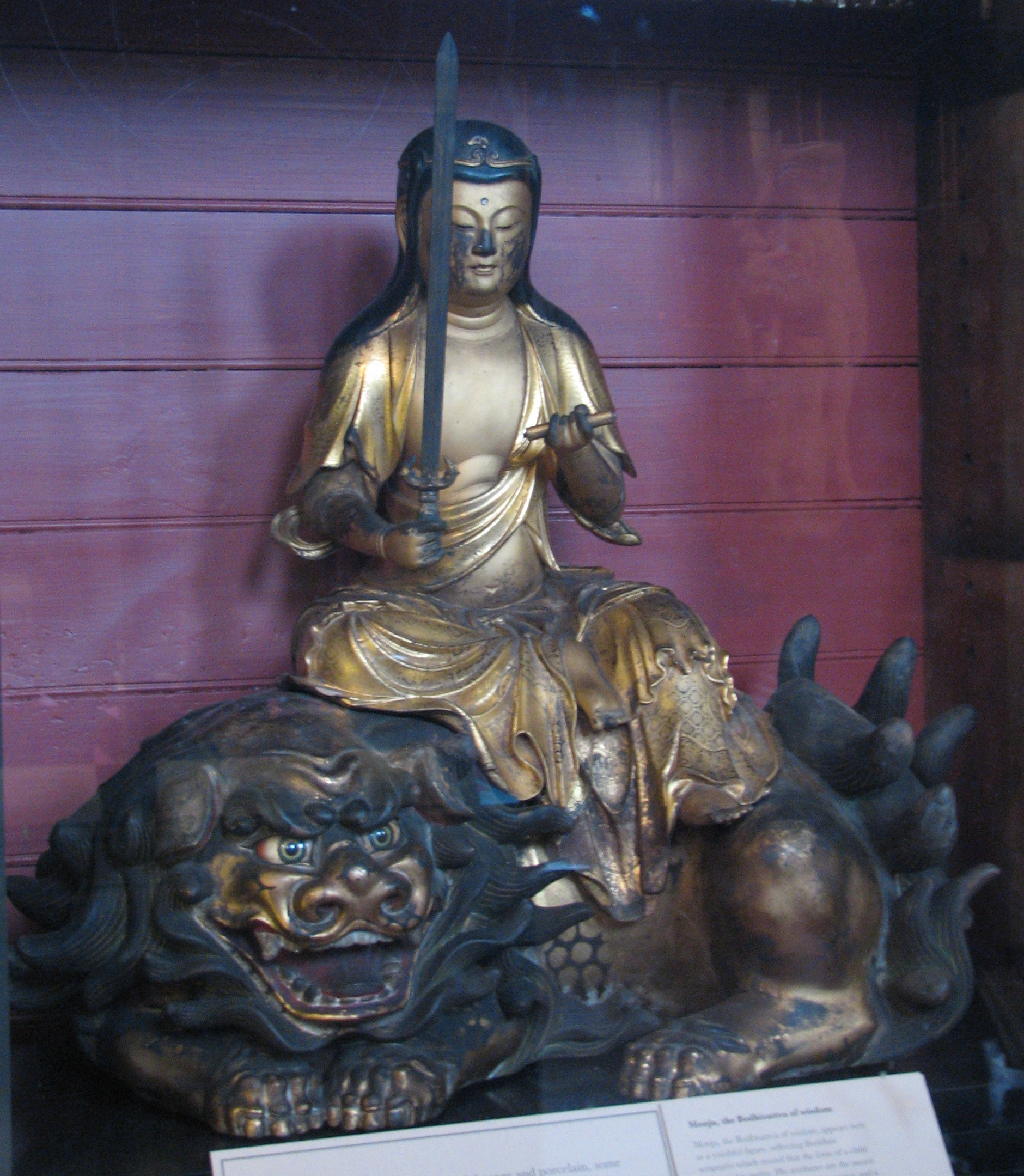
Statue des Monju-Bodhisattva im British Museum.

Die Monju-Schule wurde Anfang des 17. Jahrhunderts vom berühmten Schwertschmied Nanki Shigekuni in der Provinz Kii begründet. Dieser folgte nach dem Tode Tokugawa Ieyasu im Jahr 1616 dessen Sohn Tokugawa Yorinobu nach Wakayama in der Provinz Kii, wo Yorinobu den Kishū-Zweig der Tokugawa-Familie, einen der drei Hauptzweige der Tokugawa-Familie (Gosanke), gründete.
Von Nanki Shigekuni leitet sich auch der Name der Monju-Schule ab. Dieser signierte seine Klingen häufig mit dem Zusatz Monju nach dem Bodhisattva Monju. Seine Nachkommen (Nidai Shigekuni und Sandai Shigekuni) übernahmen später diesen Namensanhang in ihrer Signatur.
Die Monju-Schule war vom Beginn des 17. Jahrhunderts bis ins 19. Jahrhundert hinein aktiv.

## Charakteristika
- Die Schwertklingen der Monju-Schule sind im Stile der Yamato-Tradition gehalten und sind von der Form her daher eher schlank und grazil, jedoch mit einem relativ hohen Klingengrat (Shinogi) und breitem Shinogi-ji ausgestaltet.
- Die Klingenform (Sugata) passte sich jeweils den für die jeweilige Periode üblichen Formen an.
- Die Härtelinie verläuft in der Regel schmal, gleichmäßig und parallel zur Schneide (Chu-Suguha). Allerdings arbeitete insbesondere Nanki Shigekuni daneben auch im Stile der Sōshū-Tradition, so dass sich auch wellenförmige Härtelinien wie o-gunome midare, o-midare und notare-midare wiederfinden.
- Die Härtelinie der Klingenspitze (Boshi) verläuft meist parallel zur Schneide bis zur Klingenrückseite (Yakitsume).
- Die Angel der Klinge (Nakago) weist meist Feilspuren (Yasurime) der Art kiri oder katte-sagari auf.